# Nobukuni-Schule
Die Nobukuni-Schule (japanisch 信國派 Nobukuni-ha) war eine Schule japanischer Schwertschmiede des 14. und 15. Jahrhunderts.  

## Übersicht
Die Nobukuni-Schule war aktiv in Kyōto in der Zeit der streitenden Kaiserhöfe. Der erste Schwertschmied, der den Namen Nobukuni benutzte, soll der Enkel oder Urenkel Ryōkai der Rai-Schule (来派 Rai-ha) in Kyōto gewesen sein. Er lernte unter Sadamune der Sōshū-Tradition in Kamakura und wurde später zu dessen besten drei Schülern gezählt. Es wird berichtet, dass er ab der Kemmu-Zeit (1334–1335) aktiv war, aber es existieren keine Werke von ihm, die sicher aus dieser Zeit stammen. Die frühesten Arbeiten von Nobukuni, die heute existieren, sind die, die auf das Jahr Embu 3 (1358) beziehungsweise Jōji 5 (1366) datiert sind. Die müssten dann von der Hand des ersten Schmieds sein, der den Namen Nobukuni trug. Schwertschmiede der zweiten und dritten Generation, Hersteller der Schwerter die auf 1385 und 1390 datiert sind, waren während der Trennung des Kaiserhofes in einen Nord- und Südhof tätig. Weiter gibt es Nobukuni-Schwerter aus der Ōei-Zeit (1394–1427) und der Eikyō-Zeit (1429–1440), also aus der Muromachi-Zeit.
Der Schmied oder die Schmiede namens Nobukuni aus dem Anfang der Muromachi-Zeit werden Ōei-Nobukuni genannt. Sie führten auch Ehrentitel und hießen daher Minamoto Saemon-no-jō Nobukuni beziehungsweise Shikibu-no-jō Nobukuni. Zusätzlich zu dieser Folge von Schmieden, die unter dem Namen Nobukuni arbeiteten, scheinen auch andere Schmiede mit dem Namen Nobukuni signiert zu haben. Aber es schwierig, festzustellen, wann sie lebten, so dass noch Forschung notwendig ist.
Der erste Schmied, der den Namen Nobukuni nutzte, arbeitete ganz im Stil seines Lehrers Sadamune, so dass seine Arbeiten den Typ der Temperierung zeigen, der typische für die Sōshū-Schule ist. Aber er stellte auch Schwerter her, die eine gerade Temperierungslinie zeigen, wie sie in der Rai-Schule üblich war. Er folgte dem Stil Sadamunes auch bei der Dekorierung die Klinge mit verschiedenen Arten von Eingravierungen, die er mit großer Fertigkeit ausführte und die sogar die seines Lehrers übertreffen.
Die Arbeiten der Ōei-Nobukuni Schmiede zeigen in vielen Fällen eine Temperierungsgrenze, die ein Gu-no-me zeigen, also eine  invertierte Fluktuation, ähnlich den Linien, die in Schwertern im Bizen-Stil gefunden werden, zusammen mit einer Ni-e Endfertigung. An manchen Stellen ähneln die Fluktuationen denen, die von der Hasebe-Schule in Kyōto benutzt wurden. Es gibt auch Arbeiten mit geraden Temperierungslinien ähnlich denen, die von den frühen Nobukuni-Schmieden erarbeitet wurden. Aber da sie nicht ganz so ausgeprägt sind wie jene, lassen sie sich vom echten alten Stil unterscheiden.
Gravierungen waren eine Spezialität der späten Nobukuni-Schmiede, wobei ihre Erscheinung von einfachen Einschnitten bis zur Eingravierung von Sanskrit-Zeichen, Schwertformen, Lotosblüten, Hufeisen-förmigen Emblemen bis zu einem Ornament aus Drachen und Schwert, dem Kurikara, reicht. Zusätzlich zur gewöhnlichen Gravierung gab es Relief-Gravierungen und offene Gravierungen. Eine Besonderheit war die Überlagerung von verschiedenen Gravierungen, Kasanebori genannt.